# Russell Island (ö i Australien, Queensland, lat -27,68, long 153,38)
Russell Island är en ö i Australien. Den ligger i delstaten Queensland, omkring 42 kilometer sydost om delstatshuvudstaden Brisbane. Arean är 18,1 kvadratkilometer. Den sträcker sig 8,1 kilometer i nord-sydlig riktning, och 5,2 kilometer i öst-västlig riktning.
I omgivningarna runt Russell Island växer i huvudsak städsegrön lövskog. Genomsnittlig årsnederbörd är 1 424 millimeter. Den regnigaste månaden är januari, med i genomsnitt 275 mm nederbörd, och den torraste är oktober, med 21 mm nederbörd.